# 北鱼乡
北鱼乡，是中华人民共和国河北省邢台市宁晋县下辖的一个乡镇级行政单位。

## 行政区划
北鱼乡下辖以下地区：
北鱼一村、北鱼二村、北鱼三村、黄赵台村、郭家台村和于家台村。